# Kierkim
Kierkim är en sjö i Jokkmokks kommun i Lappland och ingår i Luleälvens huvudavrinningsområde. Sjön har en area på 0,251 kvadratkilometer och ligger 470 meter över havet. Kierkim ligger i Pärlälvens fjällurskog Natura 2000-område. Sjön avvattnas av vattendraget Vuoskonjåkkå.

## Delavrinningsområde
Kierkim ingår i det delavrinningsområde (741585-160136) som SMHI kallar för Utloppet av Vuoskonjaure. Medelhöjden är 505 meter över havet och ytan är 35,15 kvadratkilometer. Det finns inga avrinningsområden uppströms utan avrinningsområdet är högsta punkten. Vuoskonjåkkå som avvattnar avrinningsområdet har biflödesordning 3, vilket innebär att vattnet flödar genom totalt 3 vattendrag innan det når havet efter 292 kilometer. Avrinningsområdet består mestadels av skog (75 procent). Avrinningsområdet har 5,82 kvadratkilometer vattenytor vilket ger det en sjöprocent på 16,5 procent.